# Неуролошки поремећај
Неуролошки поремећај је сваки поремећај људског телесног нервног система. Структурне, биохемијске или електричне абнормалности у мозгу, кичменој мождини или другим нервима могу да доведу до обима симптома. Примери симптома обухватају парализу, мишићну слабост, слабу координацију, губитак сензације, епилептичких напада , конфузије, бола и промењеног нивоа свести. Постоји мноштво познатих неуролошких поремећаја, неки од којих су релативно чести. Они се могу потврдити путем неуролошких прегледа, и изучавати и третирати у оквиру специјалности неурологије и клиничке неуропсихологије.
Интервенције због неуролошких поремећаја обухватају превентативне мере, промене животног стила, физиотерапију и друге терапије, неурорехабилитацију, менаџмент бола, лекове, или операције које изводе неурохирурзи. Светска здравствена организација процењује да су 2006. неуролошки поремећаји и њихове последице имале утицаја на милијарду људи широм света, и идентификовала је здравствене неједнакости и друштвену стигму / дискриминацију као главне факторе који доприносе асоцирани инвалидитету и испаштању.